# 王元治
王元治，字榆村，奉天海城人。清朝政治人物。

## 生平
王元治於道光二十七年（1847年）丁未科會試中式，殿試位列三甲第一百一十名，與名臣張之萬、徐樹銘、李鴻章、沈葆楨、馬新貽等同榜，賜同進士出身。官河南陳留知縣，升山東濮州知州。

## 家族
其弟王元善，為道光二十年（1840年）庚子科進士。